# Cucsihasi Júki
Cucsihasi Júki (土橋 優貴; Hepburn: Tsuchihashi Yuki) (Anan, 1980. január 16. –) japán válogatott labdarúgó.

## Klub
A labdarúgást a Tasaki Perule FC csapatában kezdte. 2002 és 2005 között a Tasaki Perule FC csapatában játszott. 61 bajnoki mérkőzésen lépett pályára és 9 gólt szerzett. 2006-ban az Ohara Gakuen JaSRA csapatához szerződött. 2007-ben az Urawa Reds csapatához szerződött. 113 bajnoki mérkőzésen lépett pályára és 5 gólt szerzett. 2012-ben vonult vissza.

## Nemzeti válogatott
2001-ben debütált a japán válogatottban. A japán válogatottban 4 mérkőzést játszott.

## Statisztika
| Japán válogatott | Japán válogatott | Japán válogatott |
| Időszak          | Mérk.            | gól              |
| ---------------- | ---------------- | ---------------- |
| 2001             | 4                | 0                |
| Összesen         | 4                | 0                |

## Sikerei, díjai
Klub
- Japán bajnokság: 2003, 2009